# Amtsgericht Bochum

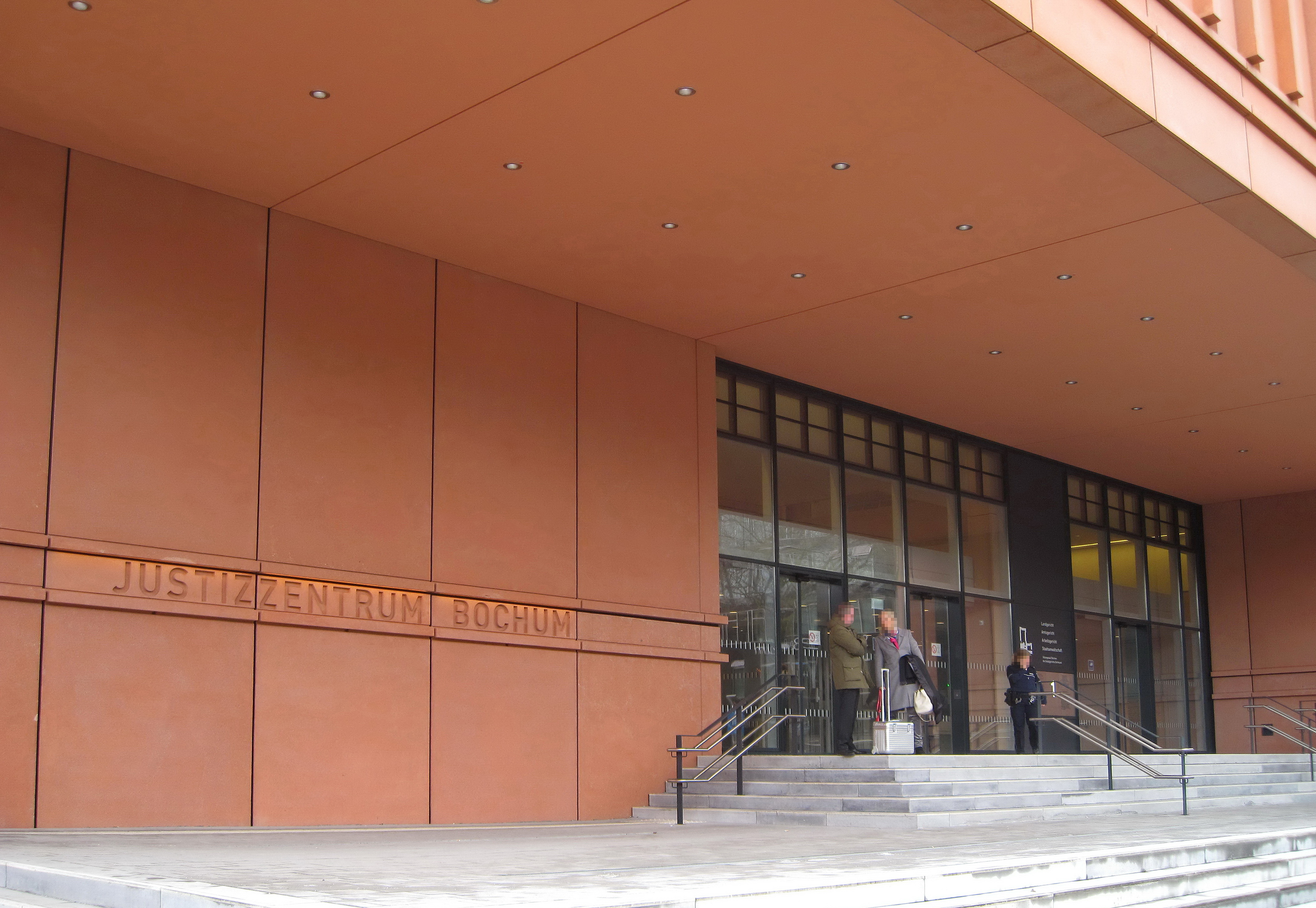
Eingangsbereich Justizzentrum Bochum (Standort Amtsgericht Bochum seit 24. Oktober 2017).

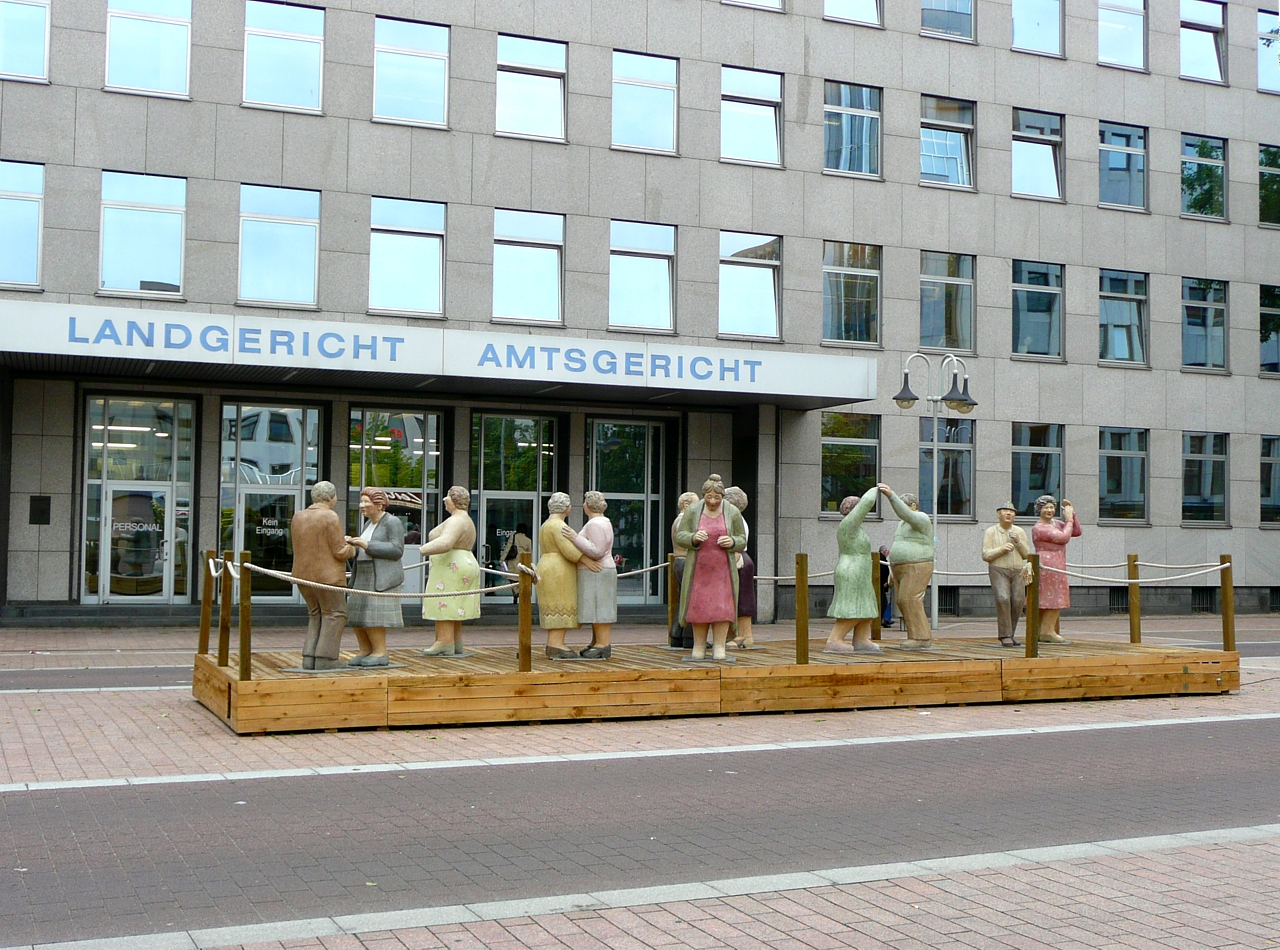
Standort des Amtsgerichts Bochum bis zum 23. Oktober 2017.

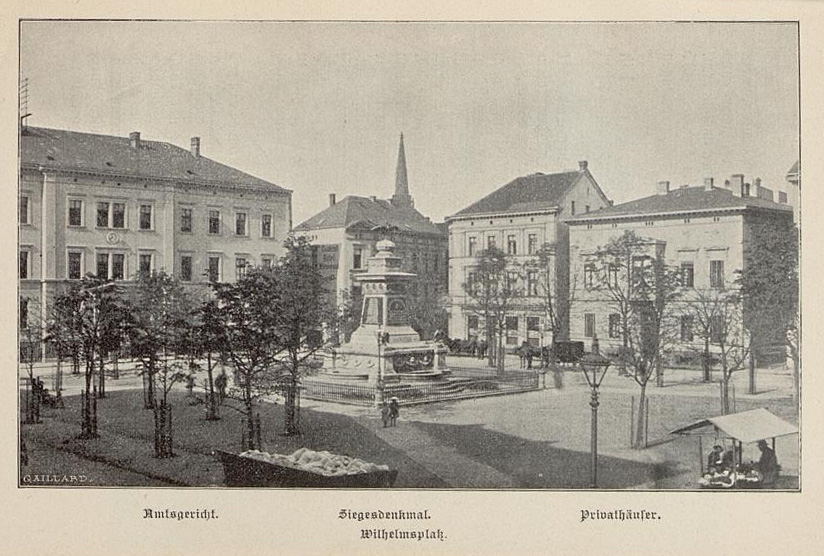
Amtsgericht in den 1890er am Wilhelmsplatz

Das Amtsgericht Bochum mit Sitz in der Stadt Bochum ist ein Gericht der ordentlichen Gerichtsbarkeit und eines der fünf Amtsgerichte (AG) im Bezirk des Landgerichts Bochum.

## Geschichte
In Bochum bestand von 1849 bis 1879 das Kreisgericht Bochum. Im Jahr 1864 wurde der Gerichtsneubau am damaligen Wilhelmsplatz (heute Husemannplatz) eröffnet. Das Kreisgericht Bochum war bei seiner Auflösung im Jahre 1879 das zweitgrößte in Preußen.
Das königlich preußische Amtsgericht Bochum wurde mit Wirkung zum 1. Oktober 1879 als eines von sechs Amtsgerichten im Bezirk des Landgerichtes Duisburg im Bezirk des Oberlandesgerichtes Hamm gebildet. Der Sitz des Gerichtes war Bochum. Sein Gerichtsbezirk umfasste den Stadtbezirk Bochum und den Landkreis Bochum außer den Teilen, die den Amtsgerichte Castrop, Gelsenkirchen, Hattingen, Steele, Wattenscheid und Witten zugeordnet waren.
Am Gericht bestanden 1888 neun Richterstellen. Das Amtsgericht war damit das größe Amtsgericht im Landgerichtsbezirk. 1892 wurde das Landgericht Bochum gebildet und das Amtsgericht Bochum diesem zugeordnet.
In unmittelbarer Nähe an der Schillerstraße (heute Junggesellenstraße) wurde 1892 das Königliche Landgericht eröffnet.
Nach der Machtergreifung der Nationalsozialisten 1933 meldete bereits am 3. April 1933 der Bochumer Landgerichtspräsident Broicher, dass alle fünf jüdischen Richter beurlaubt und von den 22 Anwälten jüdischer Herkunft nur noch einem der Zutritt zu dem Gerichtsgebäude gewährt worden sei. Von diesen Anwälten konnten zwölf emigrieren, einer hat im Untergrund überlebt, sechs der Anwälte kamen in Lagern um, über drei weitere weiß man nicht, was ihr Schicksal war.
Das Amtsgericht hatte ein eigenes Gerichtsgefängnis an der ABC-Straße. Die politischen Gegner der Nazis verbrachten einen großen Teil ihrer Untersuchungshaft in diesem Gefängnis. Heinrich König, der Partei- und Fraktionsvorsitzende der SPD Bochum, wurde 1943 von der Gestapo in seinem Exil in Südfrankreich aufgespürt und in das Gerichtsgefängnis eingeliefert. Hier starb er an den Folgen der Folter der Gestapo am 7. Mai 1943. Bei den Luftangriffen im Zweiten Weltkrieg wurden die Gefangenen in ihren Zellen gelassen. Viele der Häftlinge kamen bei dem großen Angriff am 4. November 1944 ums Leben, darunter auch der Franziskanerpater Gandolf Korte. Dabei wurde auch das Gerichtsgebäude zerstört. 
Das neue Landgerichtsgebäude, in welchen auch das Amtsgericht in einem Seitenflügel untergebracht war, wurde 1953 eröffnet. 1978 wurden das markante Hochhaus für das Landgericht angebaut. Beide Gerichte sind 2017 in das neue Justizzentrum an der Josef-Neuberger-Straße umgezogen.

## Gerichtsbezirk und Aufgabenbereiche
Der Gerichtsbezirk umfasst nur das Gebiet der kreisfreien Stadt Bochum.

## Übergeordnete Gerichte
Im Instanzenzug sind dem Amtsgericht Bochum das Landgericht Bochum, das Oberlandesgericht Hamm sowie der Bundesgerichtshof übergeordnet.
Bis 1892 gehörte das Amtsgericht Bochum zum Landgerichtsbezirk Essen, danach kam es zum Bezirk des damals neu errichteten Landgerichts Bochum.